# HGÜ Cross-Channel
Die HGÜ Cross-Channel, englisch HVDC Cross-Channel und französisch Interconnexion France Angleterre, war vor der Inbetriebnahme von BritNed im Jahr 2011 die
einzige Hochspannungs-Gleichstrom-Übertragung (HGÜ) zwischen Britischen Inseln und dem europäischen Festland. Die 73 km lange Leitung dient dem Austausch von elektrischer Energie zwischen Großbritannien und Frankreich und ist als Seekabel durch den Ärmelkanal ausgeführt.
Die heutigen Stromrichterstationen befinden sich auf französischer Seite in Bonningues-lès-Calais und in Sellindge in
Großbritannien. Die Energieübertragung kann wahlweise in beide Richtungen erfolgen. Im Jahr 2005 wurde zu 97,5 % elektrische Energie von Frankreich nach England transportiert, zu 2,5 % erfolgten, primär in den Sommermonaten, elektrische Energielieferungen von England nach Frankreich. Die Verbindungsstrecke weist eine durchschnittliche Verfügbarkeit von 98 % auf.

## Geschichte
Die erste HGÜ-Cross-Channel-Verbindung ging im Jahr 1961 zwischen dem Ort Lydd in England und Echinghen nahe Boulogne-sur-Mer in Frankreich in Betrieb. Die Stromrichterstationen waren mit Quecksilberdampfgleichrichtern ausgestattet, die Anlage als bipolare HGÜ mit einer Betriebsspannung von ±100 kV ausgeführt und auf eine maximale Übertragungsleistung von 160 MW ausgelegt. Das 64 km lange Seekabel war direkt am Seeboden verlegt, was zu Ausfällen des Kabels in Folge von Schäden durch die Fischerei und den Schiffsbetrieb im Kanal führte.

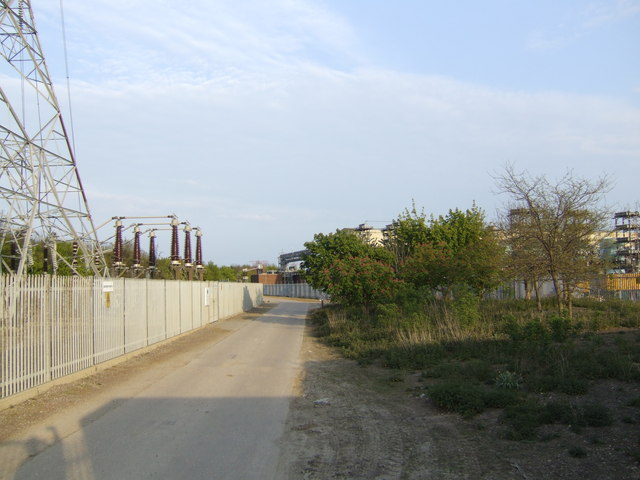
Stromrichterstation Sellindge

Die ursprüngliche HGÜ ging 1984 außer Betrieb und wurde im Jahr 1986 durch die auf 2.000 MW ausgelegte und deutlich leistungsstärkere Anlage zwischen Bonningues-lès-Calais in Frankreich und Sellindge in England mit 73 km Leitungslänge ersetzt. Die ebenfalls als bipolare HGÜ ausgeführte Strecke wird mit einer Betriebsspannung von ±270 kV betrieben, wobei beide Pole (Pol 1 mit +270 kV, Pol 2 mit −270 kV) unabhängig voneinander mit je 1.000 MW betrieben werden können. Die Stromrichter bestehen aus Thyristoren, welche im Jahr 2011/2012 modernisiert wurden.